# Amerikaanse auto in 1979
Dit artikel geeft een overzicht van alle Amerikaanse en Australische personenwagens uit 1979. De auto's staan alfabetisch gerangschikt per merk.

## Noord-Amerika
| American Motors |                  | concern:                       | onafhankelijk |
| American Motors | divisie:         |                                |               |
| American Motors | merk:            | AMC Verenigde Staten           |               |
| American Motors | model:           | Eagle 30 / stationwagen / SX-4 |               |
| American Motors | einde productie: | 1987                           |               |
| American Motors | productieaantal: | ?                              |               |

| Buick |                  | concern:               | General Motors Verenigde Staten |
| Buick | divisie:         |                        |                                 |
| Buick | merk:            | Buick Verenigde Staten |                                 |
| Buick | model:           | Skylark (5e generatie) |                                 |
| Buick | einde productie: | 1985                   |                                 |
| Buick | productieaantal: | ?                      |                                 |

| Cadillac |                  | concern:                  | General Motors Verenigde Staten |
| Cadillac | divisie:         |                           |                                 |
| Cadillac | merk:            | Cadillac Verenigde Staten |                                 |
| Cadillac | model:           | Eldorado (10e generatie)  |                                 |
| Cadillac | einde productie: | 1985                      |                                 |
| Cadillac | productieaantal: | ?                         |                                 |

| Dodge |                  | concern:               | Chrysler Verenigde Staten |
| Dodge | divisie:         |                        |                           |
| Dodge | merk:            | Dodge Verenigde Staten |                           |
| Dodge | model:           | Mirada                 |                           |
| Dodge | einde productie: | 1983                   |                           |
| Dodge | productieaantal: | 52.947                 |                           |

| Dodge |                  | concern:               | Chrysler Verenigde Staten |
| Dodge | divisie:         |                        |                           |
| Dodge | merk:            | Dodge Verenigde Staten |                           |
| Dodge | model:           | St. Regis              |                           |
| Dodge | einde productie: | 1981                   |                           |
| Dodge | productieaantal: | ?                      |                           |

| Ford |                  | concern:                                  | onafhankelijk |
| Ford | divisie:         |                                           |               |
| Ford | merk:            | Ford Verenigde Staten                     |               |
| Ford | model:           | LTD Crown Victoria -/wagon (3e generatie) |               |
| Ford | einde productie: | 1982                                      |               |
| Ford | productieaantal: | ?                                         |               |

| Oldsmobile |                  | concern:                    | General Motors Verenigde Staten |
| Oldsmobile | divisie:         |                             |                                 |
| Oldsmobile | merk:            | Oldsmobile Verenigde Staten |                                 |
| Oldsmobile | model:           | Toronado (3e generatie)     |                                 |
| Oldsmobile | einde productie: | 1985                        |                                 |
| Oldsmobile | productieaantal: | ?                           |                                 |

| Pontiac |                  | concern:                 | General Motors Verenigde Staten |
| Pontiac | divisie:         |                          |                                 |
| Pontiac | merk:            | Pontiac Verenigde Staten |                                 |
| Pontiac | model:           | Phoenix (2e generatie)   |                                 |
| Pontiac | einde productie: | 1984                     |                                 |
| Pontiac | productieaantal: | ?                        |                                 |

| Shay |                  | concern:                                                                              | onafhankelijk |
| Shay | divisie:         |                                                                                       |               |
| Shay | merk:            | Shay (t/m 1982), Speedway (kitcar, vanaf 1982), Camelot (vanaf 1983) Verenigde Staten |               |
| Shay | model:           | Roadster, Pick-up (replica van de Ford Model A uit 1929)                              |               |
| Shay | einde productie: | 1982 (Shay), 1986 (Camelot), 1993 (Speedway)                                          |               |
| Shay | productieaantal: | ca. 5000 (onder Shay)                                                                 |               |

## Latijns-Amerika
| Chevrolet |                  | concern:                          | General Motors Verenigde Staten |
| Chevrolet | divisie:         | General Motors do Brasil Brazilië |                                 |
| Chevrolet | merk:            | Chevrolet Verenigde Staten        |                                 |
| Chevrolet | model:           | Diplomata                         |                                 |
| Chevrolet | einde productie: | 1992                              |                                 |
| Chevrolet | productieaantal: | ?                                 |                                 |

## Australië
| Ford |                  | concern:                                                                                         | Ford Motor Company Verenigde Staten |
| Ford | divisie:         | Ford Australia Australië                                                                         |                                     |
| Ford | merk:            | Ford Verenigde Staten                                                                            |                                     |
| Ford | model:           | Falcon / Fairmont — sedan / stationwagen / pick-up / bestelwagen (4e generatie; XD t/m XH-serie) |                                     |
| Ford | einde productie: | december 1987 (sedan en stationwagen), mei 1999 (pick-up en bestelwagen)                         |                                     |
| Ford | productieaantal: | 769.701                                                                                          |                                     |

| Ford |                  | concern:                                                                                     | Ford Motor Company Verenigde Staten |
| Ford | divisie:         | Ford Australia Australië                                                                     |                                     |
| Ford | merk:            | Ford Verenigde Staten                                                                        |                                     |
| Ford | model:           | Fairlane / LTD sedan (3e generatie; gebaseerd op de Falcon; de LTD was de luxueuzer variant) |                                     |
| Ford | einde productie: | H1 1988                                                                                      |                                     |
| Ford | productieaantal: | 63.979 (Fairlane), 11.611 (LTD)                                                              |                                     |

| Holden |                  | concern:                                                                                            | General Motors Verenigde Staten |
| Holden | divisie:         | |                                 |
| Holden | merk:            | Holden Australië                                                                                    |                                 |
| Holden | model:           | Commodore stationwagen (1e generatie; VB / VC / VH / VK / VL-serie; afgeleid van de sedan uit 1978) |                                 |
| Holden | einde productie: | 1988                                                                                                |                                 |
| Holden | productieaantal: | ?                                                                                                   |                                 |